# Store Styggedalstinde
Store Styggedalstinde, på norsk Styggedalstind, er et bjerg, hvis højeste punkt er 2387 meter. Det er en af Styggedalstinderne, som er en del af den større bjergryg Styggedals- og Skagastølsryggen, som ligger i fjeldområdet Hurrungane i den sydvestlige del af Jotunheimen. Styggedalstinderne ligger i Luster kommune i Vestland fylke i Norge.
Store Styggedalstind, som ligger mellem Sentraltind i vest og Jervvasstind i øst, er en ca. 800 m lang ryg som går i øst-vestlig retning. Ryggen er smal med brat nord- og sydside. Ryggen har to toppunkter, Østtoppen (2387 moh.) og Vesttoppen (2380 moh.), som ligger ca. 300 m fra hinanden.
Store Styggedalstind (Østtoppen) er Norges fjerdehøjeste fjeld. Selv om Vesttoppen også er et toppunkt og højdemæssigt kvalificerer sig til at blive kaldt Norges femtehøjeste fjeld, er den normalt ikke med i lister over Norges højeste fjelde, da den har en primærfaktor på bare 25 m.
Bjerget blev besteget første gang 7. august 1885 af Carl Christian Hall, Matias Soggemoen og Torger S. Sulheim.